# Dammartin-en-Goële

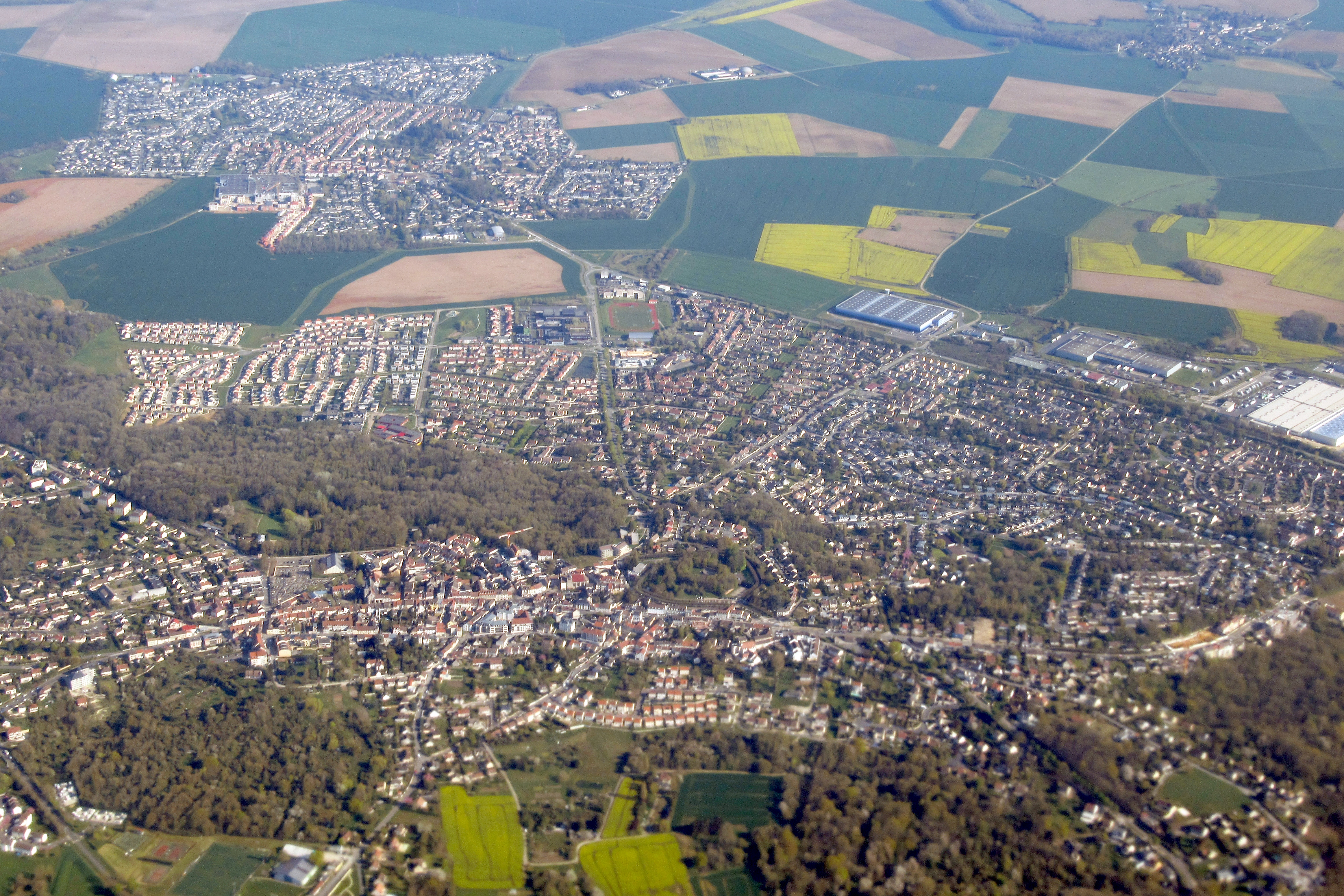
Dammartin-en-Goële von oben (2023)

 Dammartin-en-Goële  ist eine französische Gemeinde mit 11.508 Einwohnern (Stand 1. Januar 2022) im Département Seine-et-Marne in der Region Île-de-France 32 Kilometer nordöstlich vom Zentrum von Paris. Sie gehört zum Arrondissement Meaux und zum Kanton Mitry-Mory. Die Einwohner werden Dammartinois genannt.

## Geschichte
Der Name Dammartin stammt von Dom Martin oder Dominus Martinus, Martin von Tours, der die Region im 4. Jahrhundert christianisierte. Der Ort gab seinen Namen der Grafschaft Dammartin und dem Haus Dammartin.
Ab 1811 verlief die Route impériale 2 durch den Ort. 1824 wurde diese zur Route nationale 2. 1970 sank die Verkehrsbelastung der Straße, da die N2 westlich vom Ort durch den Bau des Flughafens Charles de Gaulle unterbrochen wurde. Sie wurde deswegen bei der Reform von 1972 zur D401 herabgestuft.
Im Ersten Weltkrieg fand in dieser Gegend 1914 die Schlacht an der Marne statt.
Nach dem Anschlag auf Charlie Hebdo im Januar 2015 verschanzten sich die beiden Attentäter Saïd und Chérif Kouachi in einer örtlichen Druckerei, wo sie durch die Spezialeinheit GIGN bei einem Fluchtversuch erschossen wurden.

## Bevölkerungsentwicklung
| Jahr      | 1962 | 1968 | 1975 | 1982 | 1990 | 1999 | 2006 | 2015 |
| Einwohner | 1678 | 2049 | 3476 | 4528 | 6620 | 7805 | 7948 | 9302 |

## Sehenswürdigkeiten
Siehe auch: Liste der Monuments historiques in Dammartin-en-Goële
- Die um 1480 von Antoine de Chabannes gebaute Stiftskirche Notre-Dame (Monument historique).
- Die Kirche Saint-Jean aus dem 11. Jahrhundert.
- Markthalle aus dem 15. Jahrhundert
- Ehemaliges Feuerwehrhaus

## Persönlichkeiten
- Claude Gauchet (1540–1620), römisch-katholischer Geistlicher und Dichter